# Пушківська сільська рада
| Пушківська сільська рада — колишній орган місцевого самоврядування у Голованівському районі Кіровоградської області з адміністративним центром у с. Пушкове. Сільській раді підпорядковані населені пункти: - с. Пушкове - с. Одая |

## Склад ради
Рада складається з 16 депутатів та голови.

### Керівний склад ради
| ПІБ                            | Основні відомості                                                         | Дата обрання | Дата звільнення |
| ------------------------------ | ------------------------------------------------------------------------- | ------------ | --------------- |
| Коваль Олександр Станіславович | Сільський голова, 1962 року народження, освіта, член народної партії      | 26.03.2006   | 31.10.2010      |
| Коваль Олександр Станіславович | Сільський голова, 1962 року народження, освіта вища, член народної партії | 31.10.2010   |                 |

Примітка: таблиця складена за даними джерела

## Населення
За переписом населення України 2001 року в сільській раді мешкала 591 особа.

### Мова
Розподіл населення за рідною мовою за даними перепису 2001 року:
| Мова       | Відсоток |
| ---------- | -------- |
| українська | 95,10 %  |
| російська  | 2,53 %   |
| молдовська | 2,36 %   |